# معدل تسعير العائدات
المعدل المستهدف لتسعير العائدات هو طريقة تسعير تستخدمها حصريًا الشركات الرائدة في السوق أو أصحاب الاحتكارات. وفيها، تبدأ بمعدل العائدات المستهدف مثل 5% من رأس المال المُستَثمر أو 10% من عائدات المبيعات. ثم تقوم بترتيب هيكل الأسعار الخاص بك من أجل تحقيق المعدلات المستهدفة من العائدات.
على سبيل المثال، لنفترض أن الشركة تستثمر 100 مليون دولار أمريكي لتقوم بإنتاج وتسويق رقائق الثلج الخاصة بالمصممين، وقدروا الطلب على تلك الرقائق كما هو ليقوموا ببيع مليوني رقاقة في العام. كذلك، بالنسبة لبيانات الإنتاج الأولية، فإنهم كانوا على دراية بأنه عند مستوى المخرجات يكون إجمالي متوسط التكلفة (ATC) حوالي 50 دولارًا أمريكيًا للرقاقة. وبذلك يكون إجمالي التكلفة السنوية 100 مليون دولار أمريكي (2 مليون وحدة تكلفة كل منها 50 دولارًا أمريكيًا). ثم قررت الإدارة أنها بحاجة إلى عائد على الاستثمار (ROI) بنسبة 20%. أي بما يمثل 20 مليون دولار أمريكي (20% من مبلغ الاستثمار الذي يبلغ 100 مليون دولار أمريكي). لذا، من الضروري أن يصبح هامش الربح 10 دولارات للرقاقة (أي عائدات بمقدار 20 مليون دولار لما يزيد عن مليوني وحدة). ولذلك يجب أن يكون سعر الرقاقة 60 دولارًا أمريكيًا (التكلفة 50 دولارًا أمريكيًا بالإضافة إلى 10% هامش ربح). وسيتم إجراء بعض الحسابات المشابهة لتحديد السعر على أساس معدل العائدات من إيرادات المبيعات.
هناك نتيجة غير معتادة من هذا النموذج للتسعير وهو الحفاظ على المعدل المستهدف لثابت العائدات، وسوف تضطر الشركة إلى تغيير أسعارها باستمرار بسبب تغير مستوى الطلب على المنتج. This can be seen in the diagram below. وقدرت الشركة، بناءً على توقعاتها لطلب السوق، أنها ستعمل بقدرة تشغيلية تبلغ 70%. ووفقًا لوظيفة المنتج وهيكل التكلفة، فإن الشركة تعرف أن متوسط إجمالي التكلفة عند هذا المستوى من المخرجات ستمثله النقطة A. إذا حددت الشركة مسبقًا معدل العائدات المطلوب بمبلغ A وB، فإنها ستحدد سعرها عند النقطة P*. لأن الربح يساوي (P-ATC)*Q, فإن إجمالي الربح سيتم تعريفه حسب المنطقة P* و B و A و P70%.

## معدل تسعير العائدات مع التغير في الطلب
إذا زاد الطلب على المنتج حتى تعمل الشركة حاليًا بقدرة تشغيلية تساوي 90% في وجود متوسط إجمالي منخفض للتكلفة عن C، فإن الهامش سيزداد من C إلى D وسيكون الربح في النقاط P* وD وC وP بنسبة 90%. إذا انخفض الطلب حتى تعمل الشركة بقدرة تشغيلية تبلغ 60%؛ ستنخفض الهوامش لتصل النقطتين E و F وستلجأ الشركة لرفع الأسعار للحفاظ على هامش الربح المطلوب. وهذا القرار موضع تساؤل، إذ أنه نادرًا ما يكون هناك إستراتيجية لزيادة الأسعار في مواجهة انخفاض الطلب. وعادة ما تكون النتيجة المزيد من انخفاض الطلب، وهذا يوضح سبب استخدام الشركات الرائدة بالسوق وأصحاب الاحتكارات فقط لهذه الإستراتيجية.